# L'Équilibre impossible
L'Équilibre impossible va ser un curtmetratge mut de 1902 dirigit per Georges Méliès. Va ser estrenat per la Star Film Company de Méliès.

## Distribució
- Georges Méliès: el mag

## Producció
Méliès va utilitzar el "truc" de la càmera vertical (col·locada per sobre de l'escenari).